# Thủ tướng Ả Rập Xê Út
Thủ tướng Ả Rập Xê Út (tiếng Ả Rập: رئاسة مجلس الوزراء السعودي) là Chủ tịch Hội đồng Bộ trưởng đồng thời đứng đầu Chính phủ Vương quốc Ả Rập Xê Út. Từ triều đại của vua Faisal, chức vụ đều do Quốc vương nắm giữ.

## Lịch sử
Chức vụ được lập ra cùng với Hội đồng Bộ trưởng vào ngày 9/10/1953, theo nghị định của Vua Saud. Do tình trạng bất ổn trong gia đình hoàng gia về sự trị vì của mình, Saud đã buộc phải bổ nhiệm em trai của mình, Thái tử Faisal làm Thủ tướng. Một cuộc đấu tranh quyền lực đang diễn ra giữa hai lãnh đạo dẫn đến việc từ chức Faisal vào năm 1960, cho phép Saud lấy lại quyền lực chính phủ, nhưng sự bất mãn vẫn tiếp tục và Faisal trở lại làm thủ tướng vào năm 1962.
Sau sự từ chức của Saud năm 1964, Faisal kế nhiệm ông làm vua, trong khi vẫn làm thủ tướng. Kể từ đó, hai chức vụ đã được sáp nhập.

## Danh sách Thủ tướng Ả Rập Xê Út
| Vua Ả Rập Xê Út                    | Thủ tướng Ả Rập Xê Út                   | Nhiệm kỳ                | Phó Thủ tướng thứ nhất                              | Phó Thủ tướng thứ hai                               |
| ---------------------------------- | --------------------------------------- | ----------------------- | --------------------------------------------------- | --------------------------------------------------- |
| Vua Abdulaziz ibn Al Saud          | Hoàng tử Saud bin Abdulaziz Al Saud     | 9/10/1953 – 16/8/1954   | Hoàng tử Faisal bin Abdulaziz Al Saud               | không có                                            |
| Vua Saud bin Abdulaziz Al Saud     | Hoàng thân Faisal bin Abdulaziz Al Saud | 16/8/1954 – 21/12/1960  | Hoàng thân Khalid bin Abdulaziz Al Saud             | không có                                            |
| Vua Saud bin Abdulaziz Al Saud     | Vua Saud bin Abdulaziz Al Saud          | 21/12/1960 – 31/10/1962 | Hoàng thân Khalid bin Abdulaziz Al Saud             | không có                                            |
| Vua Saud bin Abdulaziz Al Saud     | Vua Faisal bin Abdulaziz Al Saud        | 31/10/1962 – 2/11/1964  | Hoàng thân Khalid bin Abdulaziz Al Saud             | không có                                            |
| Vua Faisal bin Abdulaziz Al Saud   | Vua Faisal bin Abdulaziz Al Saud        | 2/11/1964 – 25/3/1975   | Hoàng thân Khalid bin Abdulaziz Al Saud             | Hoàng thân Fahd bin Abdulaziz Al Saud               |
| Vua Khalid bin Abdulaziz Al Saud   | Vua Khalid bin Abdulaziz Al Saud        | 29/3/1975 – 13/6/1982   | Hoàng thân Fahd bin Abdulaziz Al Saud               | Hoàng thân Abdullah bin Abdulaziz Al Saud           |
| Vua Fahd bin Abdulaziz Al Saud     | Vua Fahd bin Abdulaziz Al Saud          | 13/6/1982 – 1/8/2005    | Hoàng thân Abdullah bin Abdulaziz Al Saud           | Hoàng thân Sultan bin Abdulaziz Al Saud             |
| Vua Abdullah bin Abdulaziz Al Saud | Vua Abdullah bin Abdulaziz Al Saud      | 1/8/2005 – 22/10/2011   | Hoàng thân Sultan bin Abdulaziz Al Saud             | Hoàng thân Nayef bin Abdul-Aziz Al Saud             |
| Vua Abdullah bin Abdulaziz Al Saud | Vua Abdullah bin Abdulaziz Al Saud      | 22/10/2011 – 16/6/2012  | Hoàng thân Nayef bin Abdul-Aziz Al Saud             | không có                                            |
| Vua Abdullah bin Abdulaziz Al Saud | Vua Abdullah bin Abdulaziz Al Saud      | 16/6/2012 – 23/1/2015   | Hoàng thân Salman bin Abdulaziz Al Saud             | Hoàng thân Muqrin bin Abdulaziz Al Saud             |
| Vua Salman bin Abdulaziz Al Saud   | Vua Salman bin Abdulaziz Al Saud        | 23/1/2015 – 29/4/2015   | Hoàng thân Muqrin bin Abdulaziz Al Saud             | Hoàng thân Muhammad bin Nayef bin Abdulaziz Al Saud |
| Vua Salman bin Abdulaziz Al Saud   | Vua Salman bin Abdulaziz Al Saud        | 29/4/2015 – nay         | Hoàng thân Muhammad bin Nayef bin Abdulaziz Al Saud | Hoàng tử Mohammad bin Salman Al Saud                |